# TP OK Jazz
Tout Puissant OK Jazz, también conocido como T.P.O.K. Jazz, es un grupo musical congoleño fundado por el guitarrista y cantante Franco Luambo, el 6 de junio de 1956. El grupo paró de tocar en 1993 pero volvió en 1996.

## Historia

### Inicios
El grupo se formó el 6 de junio de 1956 en Leopoldville (actual Kinshasa). En ese tiempo Zaïre se llamaba Congo Belga. Después de la independencia en 1960, el Congo Belga cambió a la República Democrática del Congo. A finales de los 70 y comienzos de los 80, el grupo tenía 50 miembros. En ese periodo, se divide en dos grupos; uno en Kinsasa y otro que hacía conciertos en África, Europa y Estados Unidos.

#### 1950 - 1959

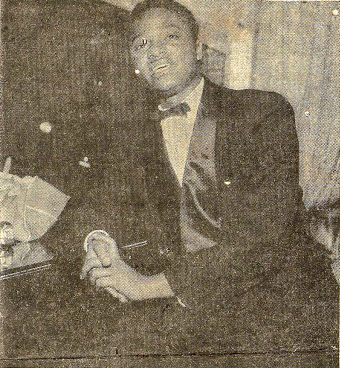
Vicky Longomba en 1960.

Los artistas que comenzaron son Franco, Vicky Longomba, Jean Serge Essous, De La Lune, Roitelet Muniania, La Monta LiBerlin, Saturnin Pandi, Nicolas Bosuma, Rossignol. Tocaban en el estudio Loningisa situado en Kinsasa pero individualmente hasta que se juntaron y decidieron crear el grupo. El nombre OK Jazz vino porque tocaban en OK Bar de Oscar Kashama y buscaban el nombre del grupo y Oscar les dijo: ''Si estáis tocando en OK Bar, os podéis llamar OK Jazz''. Los fines de semana, el grupo tocaba en bodas. En 1957, Rossignol se va de OK Jazz y es remplazado por Edo Nganga (Congo Brazaville). Más tarde en el mismo año, Isaac Musekiwa, un saxofonista de Zimbabue se unió. En esos tiempos, los líderes eran Franco, Essous y Vicky.

#### 1960 - 1969
A principios de los 60, Jean Essous y Vicky Longomba se van y se unen a African Jazz. Franco se convierte en el único líder de OK Jazz. Ha recrutado a Kwamy Munsi y Joseph Mulamba Mujos. Lutumba Simaro entra en 1961. Essous es remplazado por Georges ''Verckys'' Kiamwangana Mateta en 1962. En ese año, viajan a Nigeria por la primera gira fuera de Congo. Más tarde, Vicky vuelve y Lola Checain, otro artista que se fue volvió. El grupo cambió su nombre a T.P.O.K. Jazz (tout-puissant, en español: todopoderoso).
Retaron a African Jazz para ver quien será el primero en Congo. Franco llevó la nueva tecnología añadiendo a la música congoleña las guitarras, amplificadores y bajos. A mitad de los 60, Kwamy y Mujos se van acompañados de 9 músicos. Meses después, Verckys también se va. Franco recruta a Rondot Kasongo Wa Kasongo para reemplazar a Verckys. También había traído a Mose Fan Fan, el que trajo el 'sebene' a la música. Ese estilo era más bailable. Se llamó también Sebene Ya Ba Yankee. Es el estilo usado por todos estos días.
Fan Fan ha escrito varios tubes como ''Dje Melasi''.

### Apogeo

#### 1970 - 1975
T.P.O.K. Jazz se convierte en uno de los mejores grupos congoleños, igual que African Jazz. La mayoría de los artistas venía de esos dos grupos. Empezaron a tocar en todo África. Franco cantó una canción llamada ''Luvumbu Ndoki'' que fue censurada por el gobierno porque más tarde se reveló que era contra Mobutu. ''ndoki'' en español es brujo. Franco llamaba a Mobutu, brujo. Franco fue arrestado. Recruta al cantante Sam Mangwana. Su padre era de Zimbabue y su madre angoleña pero nació y creció en Kinsasa. Habla francés, lingala, inglés y portugués. En 1970, Vicky Longomba se vuelve a ir pero esta vez siendo vicepresidente. Mose Fan Fan también. Youlou Mabiala también y con Mose Fan Fan crearon el grupo Somo Somo. Más tarde, su hermano Bavon Marie Marie muere en un accidente de coche. Franco escribió una canción llamada Kinsiona (1974) para su hermano y más tarde Kimpa Kisangameni (1983).
Entonces comenzó a reconstruir la banda. Esto coincidió con la reestructuración del Congo por parte del presidente Mobutu Sese Seko en el marco del programa 'L'Authenticite'. El nombre del país se cambió de Congo-Kinshasa a Zaire. Franco adoptó los nombres "L'Okanga La Ndju Pene Luambo Luanzo Makiadi". Durante este tiempo, el vocalista Mayaula Mayoni subió a bordo, junto con los guitarristas Decca Mpudi, Gege Mangaya, Michelino Mavatiku Visi y Thierry Mantuika. Franco entonces nombró a Simaro Lutumba, como el chef d'orchestre. Sam Mangwana compuso su éxito Luka Mobali Moko en esta época.
En 1973, Josky Kiambukuta Londa, un compositor experimentado y vocalista se unió a la banda. En 1974, Youlou Mabiala regresó a TPOK Jazz. Sin embargo, Sam Mangwana se fue y comenzó una carrera en solitario en Costa de Marfil. Ndombe Opetum fue reclutado por Afrisa International para reemplazar a Mangwana. Él vino junto con el cuerno Empompo Loway. En 1975 Franco lanzó otro éxito clásico, Bomba Bomba Mabe.

#### 1976 - 1979
A mediados de los años 70, Franco era uno de los ciudadanos más ricos de Zaire. Él invirtió fuertemente en bienes raíces en Bélgica, Francia y en Zaire. Era el dueño de las cuatro discotecas más grandes y populares de Kinshasa, la mayor de las cuales era 1-2-3. TPOK Jazz jugaba allí cada fin de semana en una casa llena. En 1976, el vocalista Ntesa Dalienst y el guitarrista Gerry Dialungana se convencieron de unirse a TPOK Jazz. Mayaula Mayoni compuso una canción, Cheri Bondowe, que se publicó en un álbum que también incluía a Alimatou y Bisalela, pero que luego fue censurada por la Comisión de Censura.
En 1977, Franco introdujo una cantante discapacitada conocida como M'Pongo Love. A pesar de su discapacidad, que fue el resultado de la polio infantil, se convirtió en una de las cantantes más populares de los continentes gracias a su voz encantadora y vivaz y su composición. Papa Noel Nedule, un exitoso guitarrista se unió poco después de eso. Más tarde, ese mismo año, la banda representó a Zaire en lo que fue el evento cultural más grande de África, The Festac, que se realizó en Lagos, Nigeria.
En 1978, el grupo fue derrotado por Afrisa International de Tabu Ley Rochereau, con sus canciones ''Sukaina'', ''Sorozo'', etc.,
Franco le dijo a sus músicos, '' na boyi ba betises '' que significa '' no quiero tonterías ''. Lanzó dos canciones, Helene y Jacky, que fueron consideradas "indecentes" por el fiscal general de su país natal. Después de un breve juicio, fue declarado culpable y enviado a prisión, junto con otros miembros de la banda, que incluían a Simaro Lutumba. Fue liberado dos meses después, tras las protestas callejeras. Ese mismo año, Mayaula Mayoni lanzó a Nabali Misere (estoy casada con la miseria). Él abandonó la banda poco después, para perseguir una carrera en solitario.
En 1979, Franco trasladó su base de grabación de Kinshasa a Bruselas, Bélgica, para aprovechar las excelentes instalaciones de grabación. Franco se embarcó en una gira por ocho países del oeste de África. Ese mismo año Josky lanzó Propretaire.

#### 1980 - 1989
Este período marcó el pináculo en el éxito de la banda y el de su líder, Franco Luambo Makiadi. La banda lanzó un promedio de cuatro álbumes al año durante este período. Las bandas rivales congoleñas, Afrisa International, Orchestre Veve y African Jazz no pudieron mantenerse al día con la competencia. La vida era buena En 1982, Sam Mangwana regresó brevemente y lanzó un álbum con Franco llamado Cooperación. Franco también lanzó varios discos con el ex némesis Tabu Ley. En 1983, TPOK Jazz recorrió los Estados Unidos de América por primera vez. Ese año se lanzó la canción Makambo Ezali Bourreau, con Madilu System y Franco, alternando la voz principal.
A mediados de la década de 1980, la banda continuó produciendo éxitos de ventas como Makambo Ezali Borreaux, 12.600 Lettres, Pesa Position, Mario y Boma Ngai na Boma Yo. Para entonces, Madilu System había asumido el cargo de vocalista principal. En 1986, Josky Kiambukuta y Ntesa Dalienst, dos vocalistas que sentían que no estaban recibiendo suficiente exposición en el horario de mayor audiencia, encabezaron otro éxodo masivo para formar su propia banda. Alrededor de este tiempo, Simaro Lutumba lanzó un álbum fuera del sistema OK Jazz, con la canción Maya. Durante el mismo período de tiempo, se reclutó a Malage de Lugendo, un vocalista. También se incorporaron Kiesse Diambu de Afrisa y la vocalista Jolie Detta.
A principios de 1987, Franco lanzó una canción de 15 minutos, Attention Na Sida (Cuidado con el SIDA). La canción se canta principalmente en francés en medio de pesados tambores africanos y un caleidoscopio de guitarras atronadoras. La canción se mueve incluso si uno no entiende todas las palabras. También en 1987, TPOK Jazz fue invitado a actuar en los 4º Juegos de África en Nairobi, Kenia. En uno de los ocho álbumes que la banda lanzó en 1987, llamado Les On Dit, Franco presentó a dos nuevas vocalistas, Nana Akumu y Baniel Bambo. En 1987, Josky y Dalienst volvieron a unirse a la banda. Franco grabó 'Franco Joue Avec Sam Mangwana' y fue lanzado en diciembre de 1988 y 'Anjela' con OK Jazz que fue resacado en 1990.
1989 fue un año desafiante para la banda. La salud de Franco estaba en evidente declive. Ya se había mudado permanentemente a Bruselas. No jugó mucho y cuando lo hizo, solo pudo aguantar unos veinte minutos. La banda comenzó a desmoronarse con la deserción de Malage de Lugendo, Dizzy y Decca que regresaron a Kinshasa para buscar otras oportunidades. Más tarde, ese año, Sam Mangwana se unió a Franco para lanzar el álbum Forever y Les Rumeurs. La portada del álbum Forever llevaba una fotografía de Franco, que parecía emancipado, y obviamente con mala salud. Resultó ser el último álbum de Franco.
El 12 de octubre de 1989, Francois Luambo Makiadi murió en un hospital en Bruselas, Bélgica. Su cuerpo fue llevado de regreso a Zaire. Después de cuatro días de luto, el gobierno de Mobutu Sese Seko le dio un funeral de estado el 17 de octubre de 1989.

#### 1990 - 1993
Tras la muerte de Franco, los miembros de la banda, liderados por Simaro Lutumba, Josky Kiambukuta, Ndombe Opetum y Madilu System se acercaron a la familia de Franco y acordaron dividir las ganancias; (70% músicos y 30% familiares). Este arreglo funcionó desde agosto de 1989 hasta diciembre de 1993.
Durante ese período, la banda lanzó un álbum Hommage A Luambo Makiadi, hecho de canciones grabadas antes de que Franco muriera. Josky lanzó un álbum con la canción Chandra. Simaro lanzó un álbum que incluía el exitoso disco Eau Benite, cantado por Madilu, y otro álbum Somo que incluía los discos Maby compuestos por Josky, y Mort Viviant Somida compuesta por Madilu System. La banda continuó de gira tanto en África como en Europa. Más deserciones acosaron a la banda, pero la mayoría de los músicos se quedaron allí.
Luego, en diciembre de 1993, todo se vino abajo. La familia Franco no estaba satisfecha con el acuerdo de participación en los beneficios vigente en ese momento. La familia quería más dinero. No pudieron llegar a un acuerdo con los músicos. Los músicos devolvieron el equipo musical a la familia y formaron una nueva banda, Bana OK. Así terminó la vida de una de las bandas más famosas de África del siglo XX, que duró más de treinta y siete años; Desde junio de 1956 hasta diciembre de 1993.

## Miembros
- Franco Luambo - fundador, guitarrista y cantante (1956 - 1989)
- Lutumba Simaro - exvicepresidente y guitarrista (1961 - 1993)
- Sam Mangwana - cantante (1972 - 1974)
- Madilu System - cantante (1980 - 1993)
- Josky Kiambukuta - cantante (1975 - 1986, vuelta 1987 - 1993, vuelta 2003)
- Ntesa Dalienst - cantante (1976 - 1986, vuelta 1988 - 1996)
- Ndombe Opetum - cantante (1974 - 1993)
- Youlou Mabiala - cantante (1967 - 1977, vuelta 1987 - ?)
- Wuta Mayi - cantante (1974 - 1981)
- Verckys Kiamwangana - saxofonista (1962 - 1969)
- Mayaula Mayoni - guitarra (? - ?)
- Vicky Longomba - cantante (1956 - 1970)
- Michel Boyibanda - cantante (1973 - 1977)
- Mose Se Sengo - guitarrista (1968 - 1970)
- Malage De Lugendo - cantante (1986 - 1990)
- Jean Serge Essous - saxofonista (1956 - 1958)
- Empompo Loway - saxofonista (1974 - 1990)
- Papa Noël Nedule - guitarrista (1977 - 1993)
- Decca Mpudi - guitarra baja (? - ?)
- Henri Bowane  - guitarrista (1978 - 1992)
- Michelino Mavatiku Visi - guitarrista (? - ?)
- Isaac Musekiwa - saxofonista (1957 - 1991)
- Aime Kiwakana - cantante (1979 - 1992)
- Philippe Rossignol - cantante (1956 - 1957)
- Rondot Kasongo - saxofonista (? - ?)

## Discografía
- Franco et L'OK Jazz á Paris (1967)
- Franco et L'OK Jazz (1972)
- 20éme Anniversaire / 6 Juin 1956 - 6 Juin 1976 (1976)
- On Entre O.K. On Sort K.O. - volume 1 (1980)
- 6 Juin 1956 - 6 Juin 1980 24 Ans D'Age (1980)
- A Bruxelles, On Entre O.K. On Sort K.O. (1980)
- On Entre O.K. On Sort K.O. - volume 2 (1980)
- A Paris Vol. 2 (1980)
- Keba Na Matraque - volume 1 - 2 - 3 - 4 - 5 (1980)
- Disque D'Or Et Maracas D'Or 1982 - On Entre O.K. On Sort K.O. (1982)
- Se Déchaînent - T.P. O.K. Jazz Spécial Maracas D'or 1982 (1982)
- A 0 Heure Chez 1-2-3 (1982)
- Franco Et Sam Mangwana Avec Le T.P.O.K. Jazz Dans Cooperation Odongo (1982)
- Choc Choc Choc 1983 De Bruxelles A Paris (1983)
- Tout Feu Tout Flamme (1983)
- Chez Fabrice A Bruxelles (1983)
- A L'Ancienne Belgique (1984)
- Trés Impoli (1984)
- Chez Rythmes Et Musiques A Paris (1984)
- Chez Safari Club De Bruxelles (1984)
- Lisanga Ya Banganga (con Mavatiku) (1984)
- Mario (1985)
- Le F.C. 105 De Libreville (1985)
- Mario II (1985)
- Franco & Orchestre T.P.O.K. Jazz présente Simaro Massiya (1985)
- La Vie Des Hommes (1986)
- Special 30 Ans Par Le Poete Simaro Et Le Grand Maitre Franco (1986)
- Le Grand Maitre Franco Et Ses Stars Du T.P. O.K. Jazz A Nairobi (1986)
- Le Grand Maitre Franco Et Jolie Detta (1986)
- Attention Na Sida (con Victoria Eleison) (1987)
- L'Animation Non Stop (1987)
- Kita Mata Bloqué (1987)
- Mamie Zou (1987)
- Ekaba-Kaba (Yo Moko Okabeli Ngai Ye Oh) (1987)
- La Reponse De Mario (1988)
- Cherche Une Maison A Louer Pour Moi Chéri (1988)
- Anjela (1988)
- Les ''On Dit'' (1988)
- Franco joue avec Sam Mangwana (1988)
- Les Rumeurs (1989)
- For Ever (1989)

### Póstumos
- J'Ai Peur (1990)
- Les Rumeurs - Mbanda Akana Ngai / 1988 · 1989 (1994)